# リュート歌曲
リュート歌曲（英語：lute song）は、後期ルネサンス音楽から初期バロック音楽にかけて一般的だった演奏形態。リュートで伴奏しながら歌うこともできるが、リュート歌曲の場合は、独唱者とリュート奏者がしばしば別々でありうる。
リュート歌曲の作曲家のほとんどは、自身がリュート奏者であり、同時にマドリガーレやポリフォニックなシャンソンの作曲家でもありえた。一般的に、リュート歌曲は1550年から1650年ごろまで作曲されたが、リュートで独唱者を伴奏するという形態そのものは、それよりもずっと前から存在した（たとえばバルダッサーレ・カスティリオーネは、おそらく16世紀初頭に、フロットーラが時折そのようにして演奏されたことに触れている）。
リュート歌曲はイタリア、フランス、イングランドで開花したが、それぞれの国々で呼び名や演奏様式に違いが見られた。イタリアの代表的な作曲家は、ルッツァスコ・ルッツァスキやヴィンチェンツォ・ガリレイがおり、イタリアのリュート歌曲は、通奏低音とモノディに代表される初期バロック音楽の特徴を備えていた。フランスではリュート歌曲を「エール・ド・クール」と呼び、「韻律音楽 musique mesurée 」の影響もあってどの地域よりも長続きし、草創期のフランス・オペラのアリアにも影響した。イングランドでリュート歌曲は「エア ayre 」と呼ばれ、ジョン・ダウランドやトマス・カンピオン、フィリップ・ロセターらによって創られた。とりわけダウランドの作品に明確に見出されるように、フィレンツェのカメラータに影響されてポリフォニーを排除し、リュートがほとんど和音伴奏の役割にとどまっている例（《戻っておいで、優しい愛よ Come Away, Come Sweet Love》）と、リュートが独唱者と対等に濃密なポリフォニーを展開する例（《私を闇夜に住まわせて In Darknesse Let Me Dwell》）の両方が共存した。